# Atak Ngor
Atak Ngor ( Juba, Sudán del Sur, 31 de diciembre de 1997) es un director, guionista y productor de cine conocido por escribir y dirigir Atak's Film (2016) para el  Special Broadcasting Service (SBS), en español, Servicio Especial de Radiodifusión), una empresa de radiodifusión pública de Australia, dirigida a comunidades étnicas y The Foundation for Young Australians (FYA), una organización no gubernamental cuyo propósito es apoyar a los jóvenes que considera van a repensar el futuro y construir un mundo mejor.

## Primeros años
Ngor nació en 1997, durante la segunda guerra civil sudanesa, un conflicto que se inició en 1983 y terminó con la firma de un acuerdo de paz en enero de 2005, período durante el cual se estima que 1,9 millones de civiles fueron asesinados en el sur, y otros más de cuatro millones fueron desplazados de sus casas. Huyó a la edad de seis años de su país natal y vivió unos años en el campo de refugiados instalado en Kakuma, Kenia antes de conseguir ser admitido en Australia.

## Actividad profesional
Ngor guionó y dirigió varios cortometrajes a partir de 2014 y en 2016 ganó el Concurso SBS National Youth Week para escribir y dirigir un cortometraje que fue producido por el Special Broadcasting Service y The Foundation for Young Australians; este filme  se estrenó en SBS en abril de 2016 con el título de Atak's Film.  También dirigió en 2017 un episodio de la serie documental televisiva Thrive.

## Filmografía
Director
- Thrive (serie documental de televisión) (2017, 1 episodio)
  - Ezeldin
- Atak's Film (cortometraje, 2016)
- Landmine (cortometraje, 2016
- /XHope (cortometraje, 2014)
- The Ash (cortometraje, 2014)

Guionista
- Atak's Film (cortometraje, 2016)
- Landmine (cortometraje, 2016
- /XHope (cortometraje, 2014)
- The Ash (cortometraje, 2014)

Intérprete
- The Ash (cortometraje, 2014)